# Thomas Schlager-Weidinger

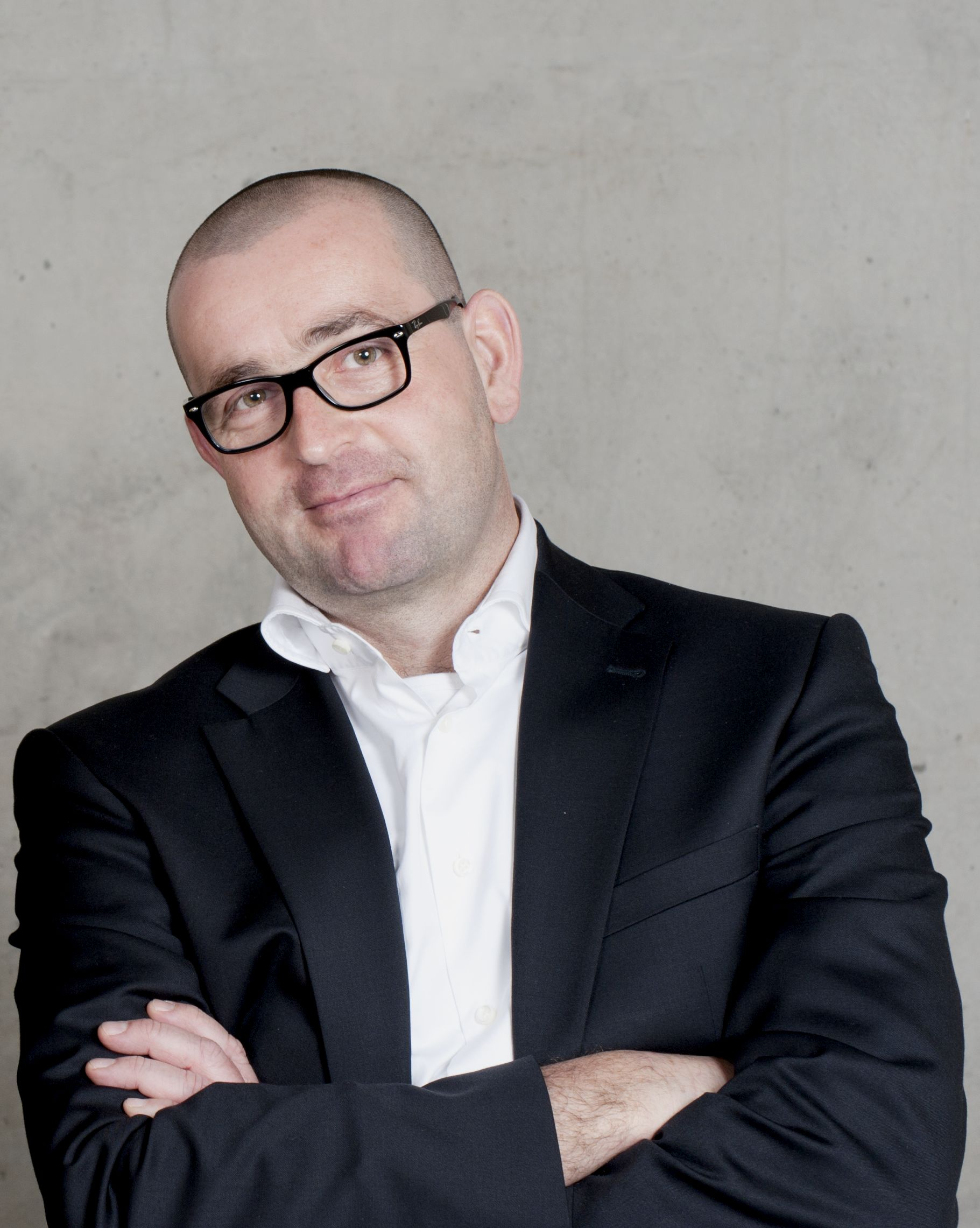
Thomas Schlager-Weidinger (2012)

Thomas Schlager-Weidinger (* 2. April 1966 in Gmunden) ist ein österreichischer Theologe, Buchautor und Forschungsprofessor für Interreligiosität und Gedenkpädagogik.

## Leben
Schlager-Weidinger absolvierte von 1986 bis 1992 ein Studium für das Lehramt an Höheren Schulen in Geschichtswissenschaft und Religionspädagogik an der Universität Salzburg.
Von 1992 bis 2005 war er Lehrer an verschiedenen Bildungseinrichtungen in Österreich (Werkschulheim, Bundesoberstufenrealgymnasium, Höhere Bundeslehranstalt, Bundesgymnasium), von 2001 bis 2007 zudem Akademielehrer in der berufsethischen Lehrerinnen- und Lehrerfortbildung am Religionspädagogischen Institut der Privaten Pädagogischen Hochschule der Diözese Linz.
2004 bis 2008 absolvierte Schlager-Weidinger ein Doktoratsstudium in Systematischer Theologie an der Südböhmischen Universität Budweis. Thema seiner Dissertation ist Franz Jägerstätter und sein Gewissen. Begriff, Bildung und Bewährung.
Seit 2012 ist Schlager-Weidinger Hochschulprofessor (ph1-Professor) an der Privaten Pädagogischen Hochschule der Diözese Linz. Von 2013 bis 2020 war er Gründer und Leiter des Zentrums für Interreligiöses Lernen, Migrationspädagogik und Mehrsprachigkeit (Z.I.M.T.) der Privaten Pädagogischen Hochschule der Diözese Linz. Seit 2020 ist Schlager-Weidinger Forschungsprofessor für Interreligiosität und Gedenkpädagogik am Institut für Forschung und Entwicklung an der Privaten Pädagogischen Hochschule der Diözese Linz mit dem Schwerpunkt christlich-muslimischer Dialog. 
Schlager-Weidinger war und ist an der Gründung und Organisation mehrerer interreligiöser Austauschforen und -formate beteiligt (ARGE christlich-muslimischer [Religions]LehrerInnen „Salam – Grüß Gott“, Linzer Religionsgespräche; „Stimmen in der Synagoge“; „Runder Tisch der Religionen“ der Diözese Linz etc.).

## Werke

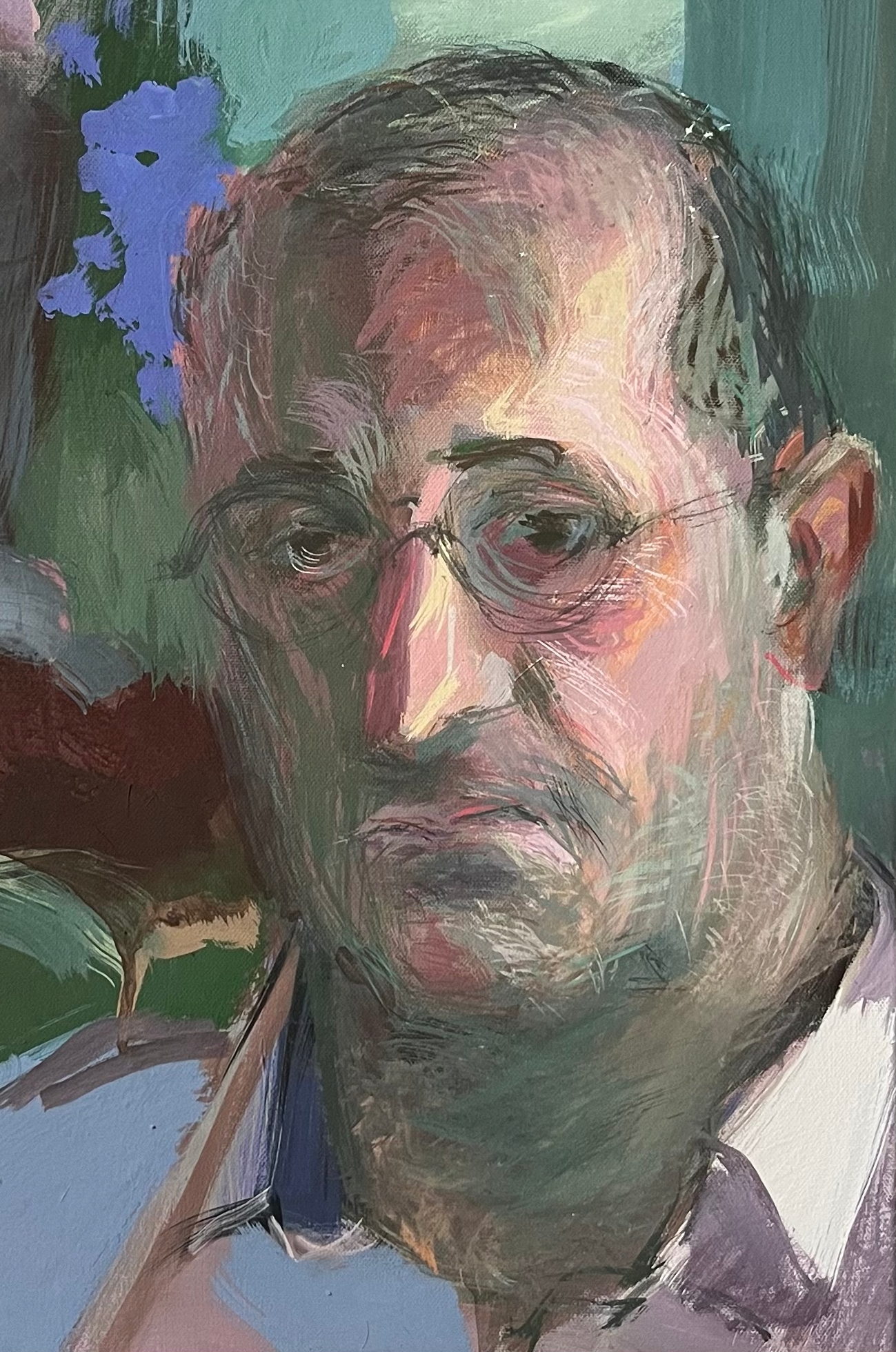
Thomas Schlager-Weidinger (2022) gemalt von Katja Vassilieva

Schlager-Weidinger forscht und publiziert insbesondere zu Franz Jägerstätter und Johann Gruber, zwei oberösterreichische Opfer des Nationalsozialismus. Zudem veröffentlicht er als „theopoetisch“ bezeichnete Lyrik.

## Veröffentlichungen
- Jägerstätter – aus dem Rahmen der Gesellschaft. Edition Einblick, Linz 2003 (CD-ROM).
- Mitautor von: Franz Jägerstätter: Christ und Märtyrer. Mit handschriftlichen Originalzitaten aus seinen Briefen und Aufzeichnungen. Behelfsdienst der Diözese Linz, Linz 2007, ISBN 978-3-9501682-4-2.
- Hrsg. mit Erna Putz: Liebe Franziska! Lieber Franz! Junge Briefe an die Jägerstätters. Wagner, Linz 2008, ISBN 978-3-902330-30-7.
- ‚… und wenn es gleich das Leben kostet‘. Franz Jägerstätter und sein Gewissen. Wagner, Linz 2010, ISBN 978-3-902330-51-2.
- Hrsg.: Dr. Johann Gruber. Christ und Märtyrer. Behelfsdienst der Diözese Linz, Linz 2010, ISBN 978-3-9501682-5-9.
- Jägerstätter reloaded. Materialien und Anregungen für den Unterricht. Edition Einblick, Linz 2011, ISBN 978-3-9501682-7-3.
- Sperrige Nächte. Gedichte zu Advent und Weihnachten. Echter, Würzburg 2012, ISBN 978-3-429-03534-1.
- Verrückter Himmel. Theopoetische Texte über Gott und die Welt. Echter, Würzburg 2013, ISBN 978-3-429-03633-1.
- Hrsg. mit Erna Putz: Aus dem Rahmen. Neue Blicke auf die Jägerstätters in ausgewählten SchülerInnenbildern von 2003 bis 2013 und in Vorträgen von 2011 bis 2013. Wagner, Linz 2014, ISBN 978-3-902330-94-4.
- Verwand(el)te Seelen. Theopoetische Annäherungen an 55 biblische Gestalten. Echter, Würzburg 2015, ISBN 978-3-429-03848-9.
- Offene Morgen. Theopoetische Texte zur Advents- und Weihnachtszeit. Echter, Würzburg 2016, ISBN 978-3-429-03983-7.
- Lichter Horizont. Theopoetische Texte über Gott und die Welt. Echter, Würzburg 2018, ISBN 978-3-429-05316-1.
- Sonnengewendet. Gartengesänge und Reiselieder. Verlag am Rande, Sipbachzell 2019, ISBN 978-3-903190-17-7.
- Bleibende Frische. Theopoetische Annäherungen an neutestamentliche Texte . Echter, Würzburg 2020, ISBN 978-3-429-05557-8.
- Währende Wunde. Gedichte gegen Rechts. Verlag am Rande, Sipbachzell 2020, ISBN 978-3-903190-31-3.
- Hrsg. mit Christoph Freudenthaler: Dr. Johann Gruber – Annäherung und Anstoß. Wagner, Linz 2020, ISBN 978-3-903040-50-2.
- Gestundeter Atem. Theopoetische Texte zur Advents- und Weihnachtszeit. Echter, Würzburg 2022, ISBN 978-3-429-05794-7.
- Mitherausgeber von: Franz Jägerstätter. Leben und Erinnerung (Reihe: Christ und Märtyrer)  Wagner, Linz 2023, ISBN 978-3-903040-69-4.
- Mitherausgeber von: Gegen den Strom – Aber wie? Grundlagen und Modelle einer Jägerstätter-Pädagogik (Reihe: Jägerstätter Studien Band 2)  StudienVerlag, Innsbruck 2024, ISBN 978-3-7065-6376-5.
- Heiteres Flüstern. Theopoetische Texte über Gott und die Welt. Echter, Würzburg 2024, ISBN 978-3-429-05999-6.
- ER.Wach(s)en. Das unauffällig auffällige Leben des Tom Seidenglanz (Biografische Essays) Schriftenstand Verlag, Linz 2024, ISBN 978-3-903512-09-2.
- Mitherausgeber von Muslimische Lebenswelten und islamische Bildung (Schriftenreihe der PHDL Band 5, Ausgabe Deutsch) Trauner Verlag, Linz 2025, ISBN 978-3-99151-654-5.
- Mitherausgeber von Muslim Lived Environments and Islamic Education at Austrian Mosques (Series of the PHDL Volume 5, English Edition) Trauner Verlag, Linz 2025, ISBN 978-3-99151-739-9.